# Ceste

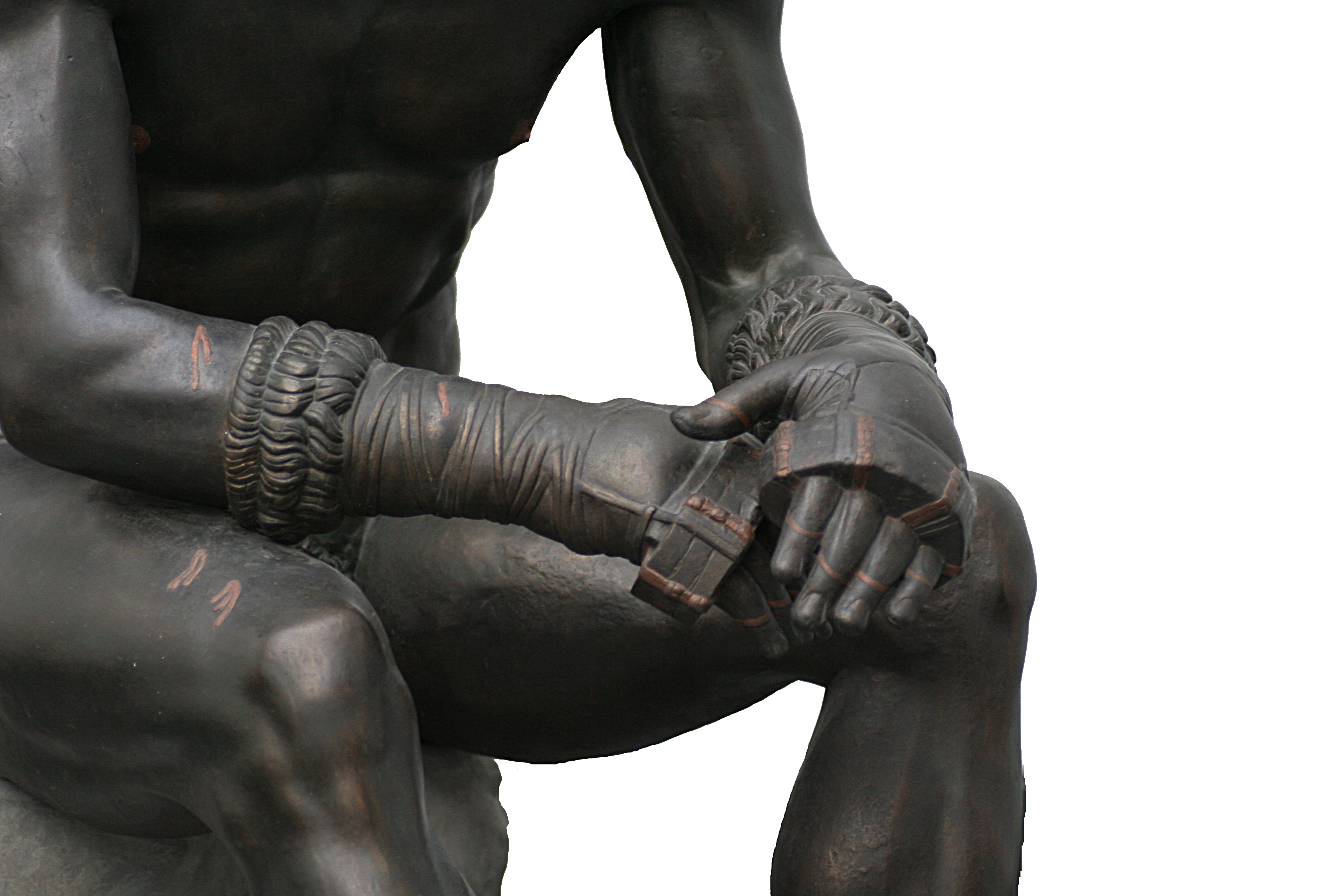
Le ceste du Pugiliste des Thermes

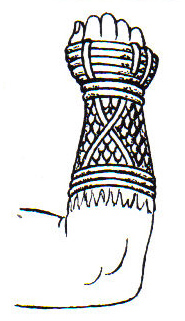
Un ceste

Le ceste (en latin caestus) est un ancien gant de combat, quelquefois utilisé dans le pancrace. Il est l'ancêtre du poing américain.

## Étymologie
Le mot latin caestus (pluriel caestūs) est issu du verbe caedere, qui signifie frapper et n'est pas issu du mot similaire cestus qui indique une sorte de ceinture portée par les femmes dans la Grèce antique.

## Historique
La première version d'un ceste pour le combat était constituée par une série de sangles en cuir  qui étaient sanglées sur la main. Les Grecs l'utilisaient dans le pugilat, une forme de combat corps à corps, épreuve des jeux olympiques, dans laquelle le seul résultat était le knockout, ou KO.
Les Romains modifièrent sa structure en y ajoutant des morceaux de métal dont des pointes, boucles et plaques en fer. D'autres variantes existent :  le myrmex (qui provoquait de nombreuses lésions aux membres) et le  sphairai (d'origine grecque, constitué de sangles souples en cuir équipées de lames coupantes).
Le ceste a été souvent utilisé dans les combats de gladiateurs romains, où les combattants sans d'autres armes 
étaient surtout des esclaves qui s'affrontaient à  mort.[réf. souhaitée]
Cette forme de pugilat devint de plus en plus sanguinaire jusqu'au moment où le ceste fut interdit au Ier siècle av. J.-C.
Le combat au corps à corps a été interdit en l'an 393. 
La représentation la plus connue du ceste en sculpture est le Pugiliste des Thermes ;  la statue est appelée aussi « pugiliste du Quirinal », car elle a été découverte en 1885 sur le versant du Quirinal. 